# Râul Hodoș, Egher
Râul Hodoș este un afluent al Egher. 